# Grote amakihi
De grote amakihi (Viridonia sagittirostris; synoniem: Hemignathus sagittirostris) is een uitgestorven zangvogel uit de familie Fringillidae (vinkachtigen).

## Verspreiding en leefgebied
Deze soort was endemisch op Hawaï.